# Sensor d'Infraroig No Dispersiu

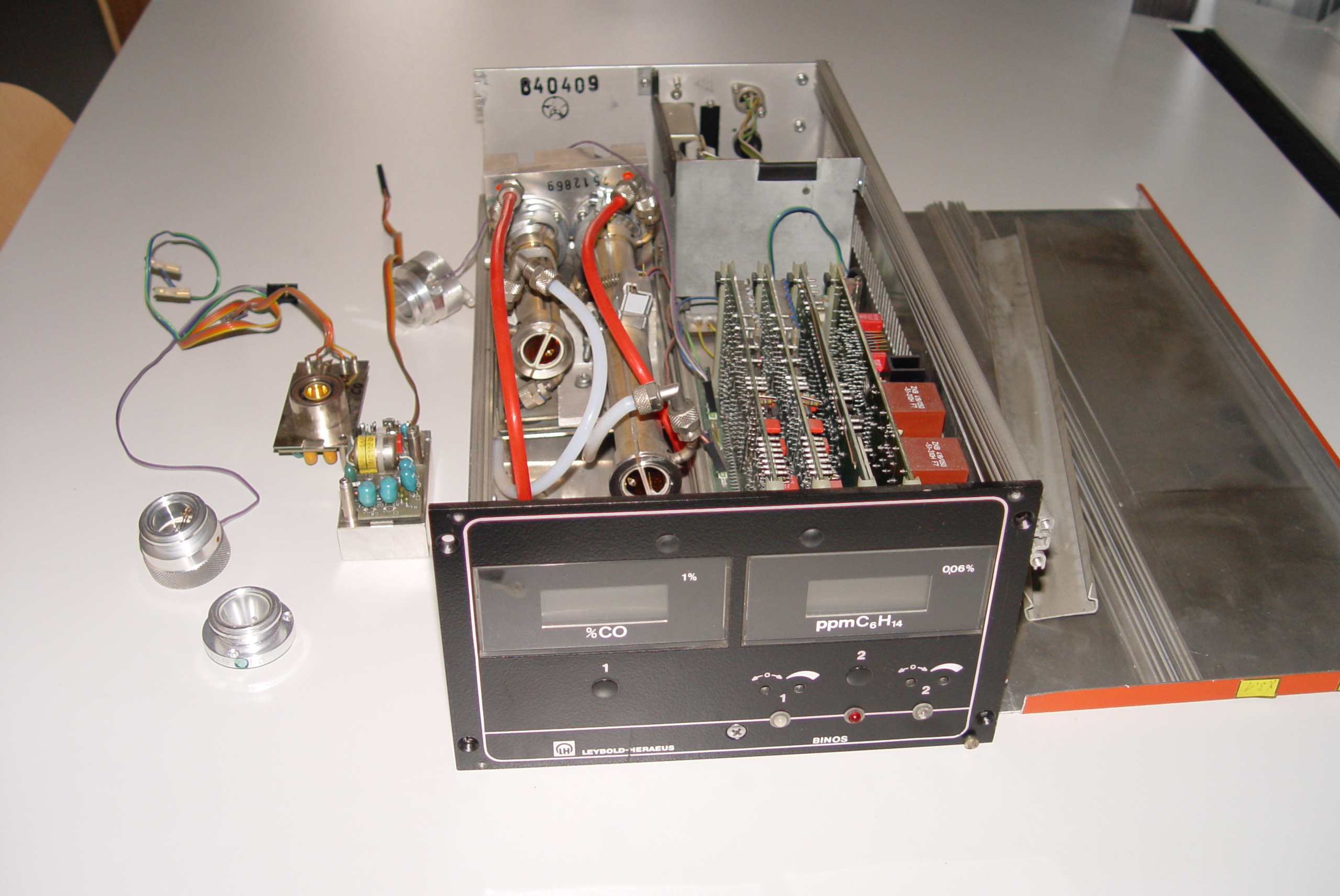
NDIR

Un sensor d'infraroig no dispersiu (o sensor NDIR, per les seves sigles en anglès, Non Dispersive Infrared Detector) és un simple dispositiu espectroscòpic d'ús freqüent com a detector de gas.

## Principi
Els components principals d'un sensor NDIR són una font d'infrarojos (llum), una càmera per a la mostra o tub de llum, un filtre de longitud d'ona, i el detector d'infrarojos. El gas es bomba (o difon) a la càmera de la mostra, i la concentració de gas es mesura electro-ópticament per l'absorció d'una determinada longitud d'ona en l'infraroig (ANAR). La llum infraroja es dirigeix creuant la càmera de la mostra cap al detector. El detector té un filtre òptic enfront d'ell, que elimina tota la llum, excepte la longitud d'ona que poden absorbeixen les molècules del gas seleccionat. L'ideal seria que les molècules d'un altre tipus de gas no absorbissin la llum d'aquesta longitud d'ona, i no afectessin a la quantitat de llum que arriba al detector.
Atès que molts gasos absorbeixen bé l'àrea de l'infraroig, sovint és necessari compensar els components d'interferència. Per exemple, les emissions de CO2 i H2O sovint posseeixen sensibilitat creuada en l'espectre infraroig. Com a moltes dels mesuraments a l'àrea de l'infraroig tenen sensibilitat creuada amb l'H2O fet pel que de vegades no és possible analitzar, per exemple, SO2 o NO2 a baixes concentracions utilitzant el principi de la llum infraroja.
El senyal infraroig de la font és habitualment modulat perquè els senyals del fons tèrmic puguin ser eliminats del senyal desitjat.